# Reg Ryan
Reginald Alphonso Ryan (Dublino, 30 ottobre 1925 – 13 febbraio 1997) è stato un calciatore irlandese, di ruolo centrocampista.

## Carriera

### Club
Ha giocato nella massima serie del campionato inglese con il West Bromwich Albion.

### Nazionale
Ha giocato sia con la Nazionale irlandese IFA (poi divenuta Irlanda del Nord), sia con quella della Repubblica d'Irlanda (FAI).

## Palmarès

### Club

#### Competizioni nazionali
- Coppa d'Inghilterra: 1

West Bromwich: 1953-1954
- Community Shield: 1

West Bromwich: 1954